# Jogos do Mediterrâneo de 1955
Os II Jogos do Mediterrâneo aconteceram em Barcelona, Espanha, de 16a 25 de julho de 1955. A abertura aconteceu no Estádio Olímpico de Barcelona, construído em 1929 e com a sua primeira reforma especialmente para os Jogos.
No evento, o símbolo dos jogos foi uma ânfora cheia de água do Mar Mediterrâneo. O número de participantes aumentou de Alexandria 1951 para os Jogos em Barcelona totalizando 1135 atletas que competiram em 20 modalidades. A França conquistou o maior número de medalhas de Ouro e no total. Nesta edição começou a rivalidade entre França e Itália nos Jogos do Mediterrâneo. A Itália ficou em 2º lugar seguida pela Espanha no quadro de medalhas.

## Quadro de Medalhas
| Colocação | País    | Ouro | Prata | Bronze | Total |
| --------- | ------- | ---- | ----- | ------ | ----- |
| 1º        | França  | 39   | 29    | 32     | 100   |
| 2º        | Itália  | 33   | 27    | 24     | 84    |
| 3º        | Espanha | 12   | 15    | 18     | 45    |
| 4º        | Egito   | 9    | 21    | 16     | 46    |
| 5º        | Turquia | 8    | 3     | 3      | 14    |
| 6º        | Grécia  | 1    | 7     | 7      | 15    |
| 7º        | Líbano  | 1    | 1     | 4      | 6     |
| 8º        | Síria   | 0    | 0     | 1      | 1     |